# 有栖川駅
有栖川駅（ありすがわえき）は、京都府京都市右京区嵯峨野神ノ木町にある京福電気鉄道嵐山本線の停留場。駅ナンバリングはA9。

## 歴史
開業当初の停留場名は嵯峨野駅（さがのえき）で、これは停留場が当時の住所で京都府葛野郡太秦村大字嵯峨野にあったことによる。ところが観光客向けの案内においては、天龍寺や大覚寺などの名所がある嵐山を含む一帯を指してしばしば「嵯峨野」と呼ぶことが多く、嵯峨野めぐりの観光客が誤って当停留場で下車することが多かったことから、1975年に現停留場名へ改称した。有栖川は当停留場と隣の車折神社駅との間に位置する川の名前である。

### 年表
- 1910年（明治43年）3月25日：嵐山電車軌道の嵯峨野駅として開業[2]。
- 1918年（大正7年）4月2日：会社合併により京都電燈が経営する嵐山電鉄の停留場となる[2]。
- 1942年（昭和17年）3月2日：路線継承により京福電気鉄道の停留場となる[2]。
- 1975年（昭和50年）8月9日：有栖川駅に改称[2]。

## 停留場構造
千鳥式ホーム2面2線を有する。踏切を挟んで四条大宮行きを車折神社駅寄り（西側）、嵐山行きを帷子ノ辻駅寄り（東側）に配置している地上駅である。踏切を通過する道路へは各ホームとも階段で連絡する。なお、道路は踏切部分も含めて道幅が狭く、最も近い幹線道路である三条通へは50メートル程であるが自動車の離合が不可能な場所がある。

## 停留場周辺
- 日本郵便京都嵯峨野郵便局
- 神ノ木弁財天（神ノ木神社）
- 大国屋（スーパーマーケット）
- さがの温泉　天山の湯（天然温泉・スーパー銭湯）
- 京都バス本社
- 京都バス嵐山営業所

## 隣の停留場
京福電気鉄道
■嵐山本線
帷子ノ辻駅 (A8) - 有栖川駅 (A9) - 車折神社駅 (A10)
- 括弧内は駅番号を示す。